# Ikuo Macumoto
Ikuo Macumoto (japonsko 松本 育夫), japonski nogometaš in trener, 3. november 1941, Točigi, Japonska.
Za japonsko reprezentanco je odigral 11 uradnih tekem.